# Самуил ибн-Царца
Самуил ибн-Царца (ибн-Сене) или Ибн-Зарза, также Самуил Сарса (2-я половина XIV века), — испано-еврейский философ-писатель, живший в Валенсии.
Согласно Цунцу, его прозвище происходит от испанского города Сарса (Zarza), что означает «терновый куст», а этому соответствует евр. Сене («Seneh»).

## Биография
О жизни Ибн-Царцы нет никаких подробностей; утверждение в примечаниях к труду Авраама Закуто «Книга родословных» (1498) Самуила Шуллама о том, что Ибн-Царца был сожжён на костре по обвинению, будто бы он отрицал сотворение Богом мира, является чистой легендой.
В своём учении высказался, что следует верить всему, что сообщили мудрецы-талмудисты; если же иной раз не всё понятно в их словах, то это следует приписать ограниченности нашего понимания; ибо в их словах кроются глубокие тайны.
Был очень уважаем своими современниками, и в его честь составляли поэмы Соломон Реубени из Барселоны (Solomon Reubeni) и астроном Исаак ибн-аль-Хадиб (1396—1436).

## Труды
- «Mekor Chajim» — философский комментарий на Пятикнижие (Мантуя, 1559). В эпилоге рисует мрачную картину положения евреев Кастилии в его время, сильно пострадавших в продолжение войн между Педро и его братом Энрике II. Упоминает свои ещё четыре сочинения, не сохранившиеся:
  - «Taharath ha-Kodesch» — о принципах религии;
  - «Ezem ba-Dat»;
  - «Zeror ha-Mor»;
  - «Magen Abraham».
- «Miklol Jofi» — философский комментарий к агадам в обоих Талмудах[5].